# دومارتانغ
دومارتانغ (بالإنجليزية: Domartang)‏ هي منطقة سكنية تقع في الصين في أزمة التبت والصين. يقدر عدد سكانها بـ 439 نسمة وترتفع عن سطح البحر 4,889.97 متر.